# Ipodoryctes philippinensis
Ipodoryctes philippinensis är en stekelart som beskrevs av Sergey A. Belokobylskij 2001. Ipodoryctes philippinensis ingår i släktet Ipodoryctes och familjen bracksteklar. Inga underarter finns listade i Catalogue of Life.